# Santa Sofia (Istanbul)
Santa Sofia de Constantinoble (grec: Άγια Σοφία, Agia Sofia; turc: Ayasofya) és una antiga església cristiana ortodoxa situada a Istanbul que ha estat convertida en mesquita, museu i, de nou, en mesquita. Es considera el màxim exponent de l'arquitectura romana d'Orient i «un punt d'inflexió en la història de l'arquitectura».
L'emperador romà Justinià I la feu construir entre el 532 i el 537 sota la direcció dels arquitectes Antemi de Tral·les i Isidor de Milet. Coneguda formalment com a Església de la Santa Saviesa (grec medieval: Ναός της Αγίας του Θεού Σοφίας, Naós tis Agias tu Theú Sofias), en el moment de la seva consagració era el major espai interior del món, així com un dels primers a tenir una cúpula que reposava íntegrament sobre petxines.
Fou una basílica fins al dia de la caiguda de Constantinoble el 1453. Des d'aquesta data fins a 1934, durant 481 anys, es va utilitzar com a mesquita. Després de passar una restauració completa per ordre de Kemal Atatürk, fundador de la República Turca, el febrer de 1935, va ser inaugurada com a museu. El juliol del 2020, un decret signat pel president Erdoğan li va restituir la condició de mesquita.
Té una gran importància en la història de l'arquitectura per ser la primera construcció de base quadrada d'aquesta grandària i coberta per una cúpula central i dues petites semicúpules. Considerada per alguns l'octava meravella, en els nostres dies Santa Sofia és la quarta església que té una àrea coberta més gran del món després de Sant Pau a Londres, Sant Pere a Roma i el Duomo a Milà. El nom d'Aya Sofia és un dels tres títols dedicats a Déu que es descriuen com: Aya Sofia ('Santa Saviesa'), Aya Irene ('Santa Pau') i Aya Dinamis ('Sant Poder').
L'emperador Constantí el Gran, l'any 360, va fer construir en el centre de la ciutat, en el lloc on avui dia es troba Santa Sofia, una gran església amb el nom de Megale Ekklesia. Sobre les ruïnes d'aquesta construcció de fusta, que es va cremar completament durant un incendi el 20 de juny del 404, va ser construïda una nova església més gran i resistent entre els anys 404-406 per l'arquitecte Rufí i va ser inaugurada per al culte el 10 d'octubre del 416. L'emperador Teodosi II va ser el mecenes d'aquesta segona església, que constava de tres naus en forma de basílica. Aquest edifici, del qual es poden veure encara les restes de la base, les escales i un fris decorat amb relleus d'ovelles just davant del museu, va ser pràcticament destruït pels opositors de l'emperador durant la insurrecció de la Nika, que va començar el gener de l'any 532. L'emperador Justinià I, que va recuperar el tron després de la insurrecció de la Nika, va manar construir l'església que es visita avui dia.
L'obra original de Santa Sofia es va realitzar de maons i morter. De fet les juntes de morter de l'estructura són 1,5 vegades l'amplada dels maons. Les juntes de morter es componen d'una combinació de sorra i minúscules peces ceràmiques distribuïdes uniformement per les juntes de morter. Aquesta combinació de morter i petites peces ceràmiques es va utilitzar sovint en el formigó romà, predecessor del formigó modern. També es va utilitzar una quantitat considerable de ferro, com ganxos amb forma de ce i lligams.
En l'antiguitat, els mosaics de recobriment estaven envoltats amb peces de cristall o or, que havien estat incrustats curosament en tots els angles, donant la sensació de vida i moviment als mosaics, dels quals en queden mostres. Per desgràcia, des que es van exposar els mosaics de les parets a les visites, milers de turistes s'han dedicat a emportar-se peces dels mosaics com a record. Alguns mosaics han estat protegits amb vidres en els últims anys.

## Història

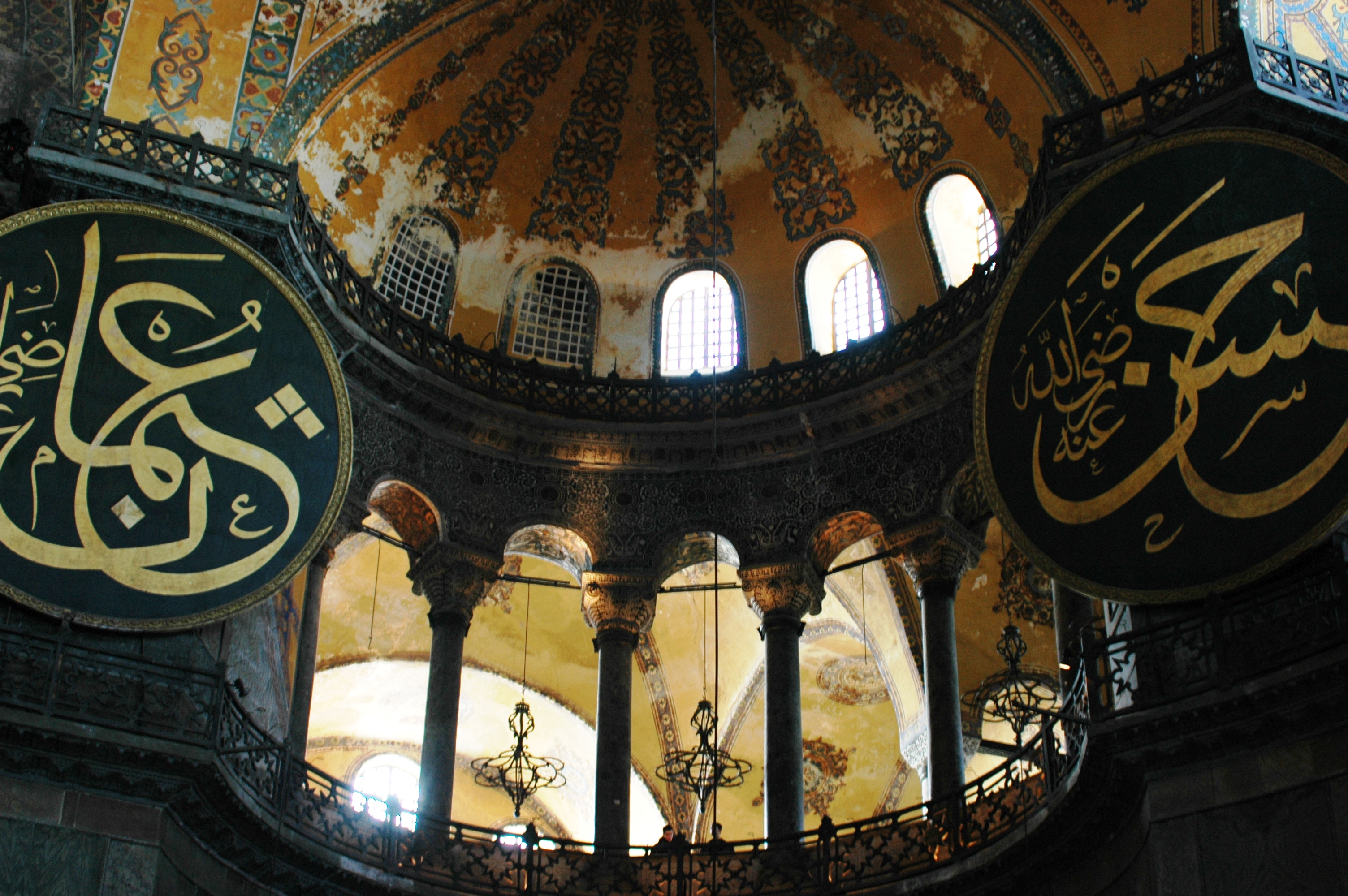
Medallons a l'interior

### Primera església

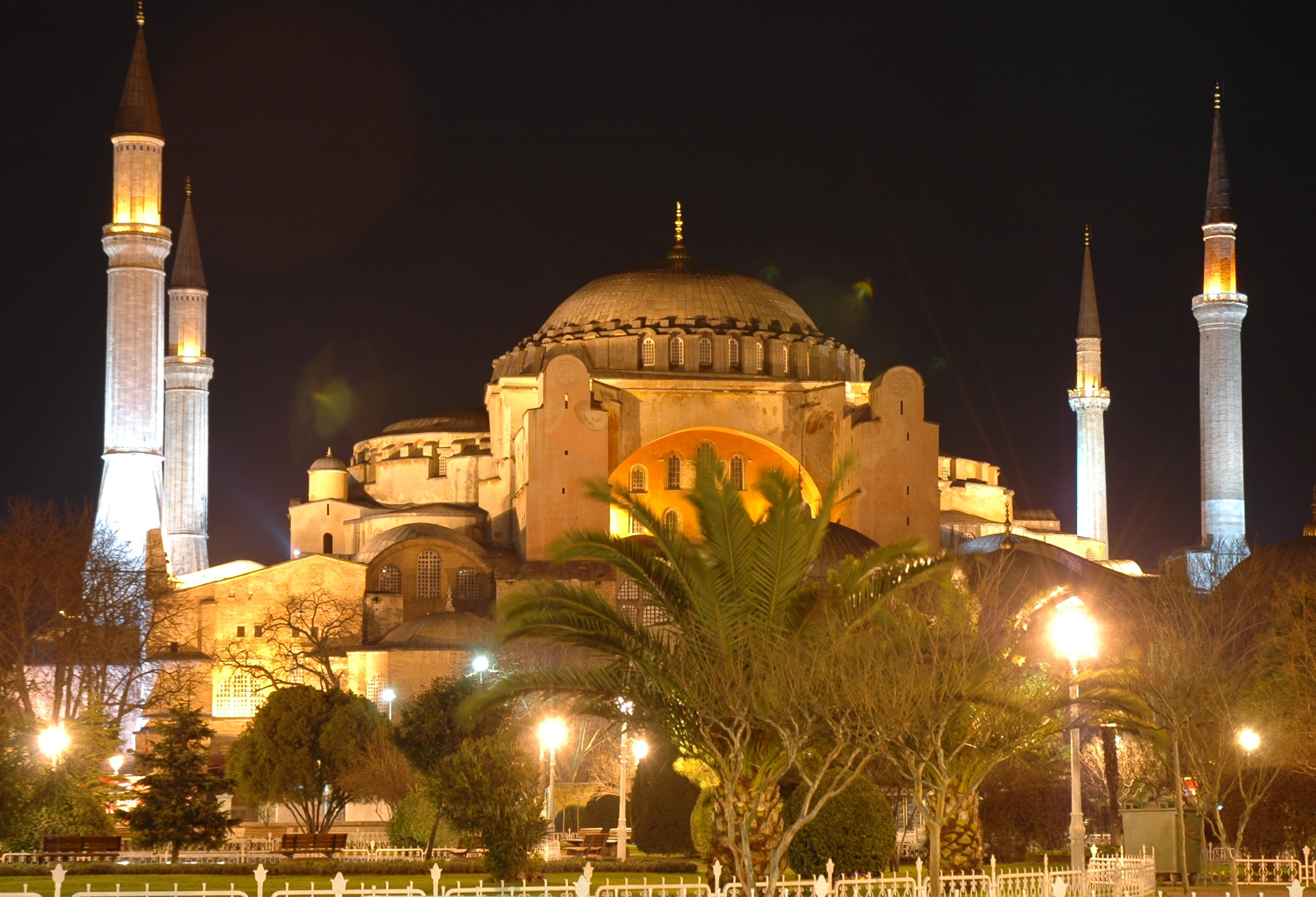
Vista nocturna

No queden restes de la primera església que es construïa en aquesta localització, coneguda en grec com a Μεγάλη Ἐκκλησία (Megálē Ekklēsíā, 'gran església'), o en llatí Magna Ecclesia.
Com sovint passava en aquells dies, el lloc fou seleccionat per l'existència prèvia d'un temple pagà. L'església fou construïda prop de l'àrea on s'estava desenvolupant el palau imperial i prop de l'església més petita Santa Pau, que va fer de catedral fins que Santa Sofia fou completada. Sòcrates de Constantinoble (380-440) va fer la crònica d'aquesta església, afirmant que la construcció va començar l'any 325 sota el mandat de Constantí el Gran i acabada i inaugurada per Constanci II el 15 de febrer de 360. En un principi se l'anomenava Megálē Ekklēsíā ('església gran') perquè era la més gran de la ciutat. Aquesta apel·lació es continuà utilitzant fins al segle v, que passa a anomenar-se Hagia Sophia o Santa Sofia, nom que va mantenir fins al final de l'Imperi Romà d'Orient el 1453.
Se suposa que aquesta primera església fou construïda com una basílica tradicional llatina de pedra amb galeries i un sostre de fusta, precedida per un atri. En aquells moments, ja era considerada com un dels monuments més excepcionals del món. Les dues esglésies formaven part de les esglésies principals de l'Imperi Romà d'Orient.

### Segona església

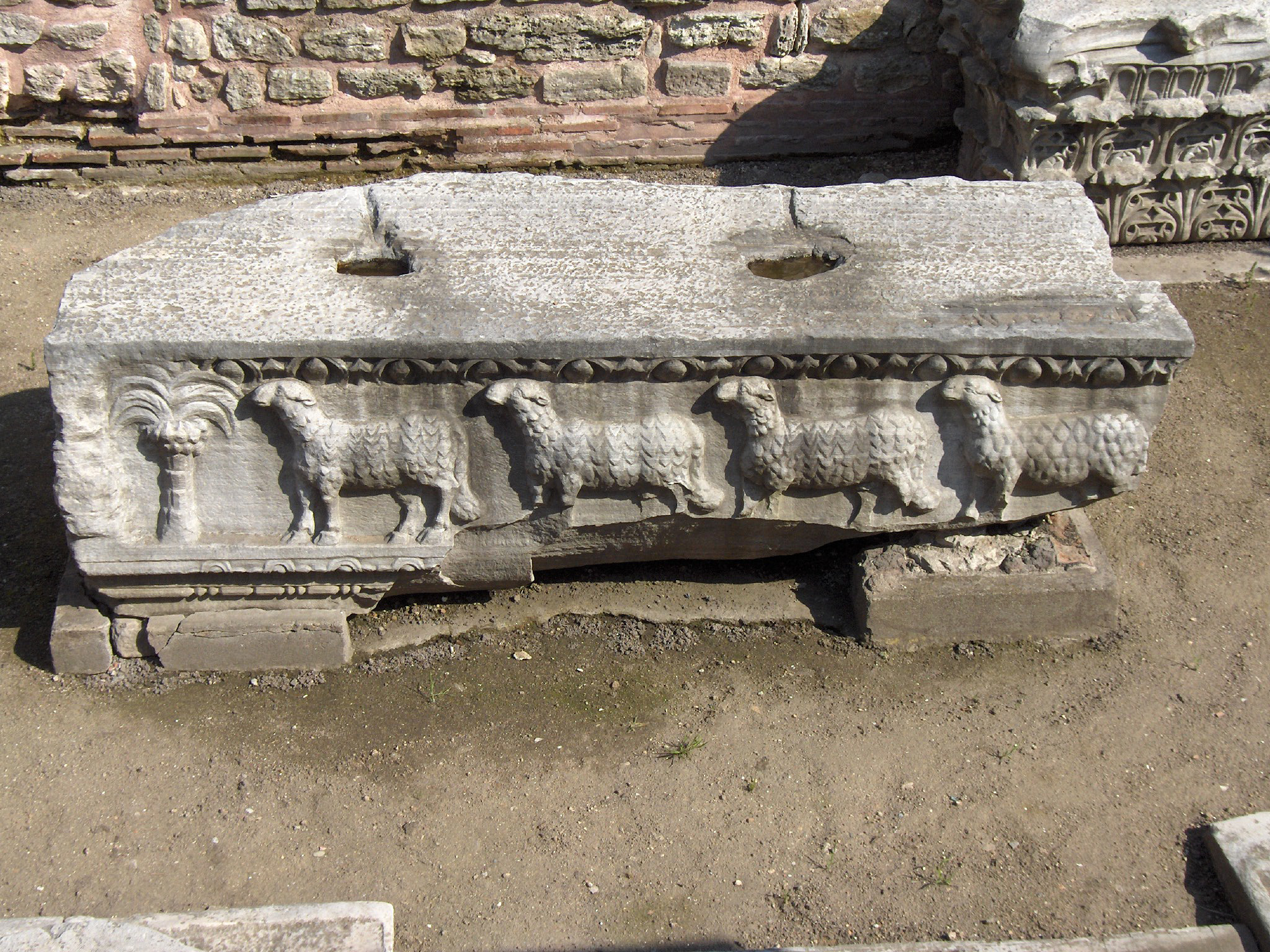
Tros de pedra de l'església edificada per Teodosi II mostrant l'anyell de Déu

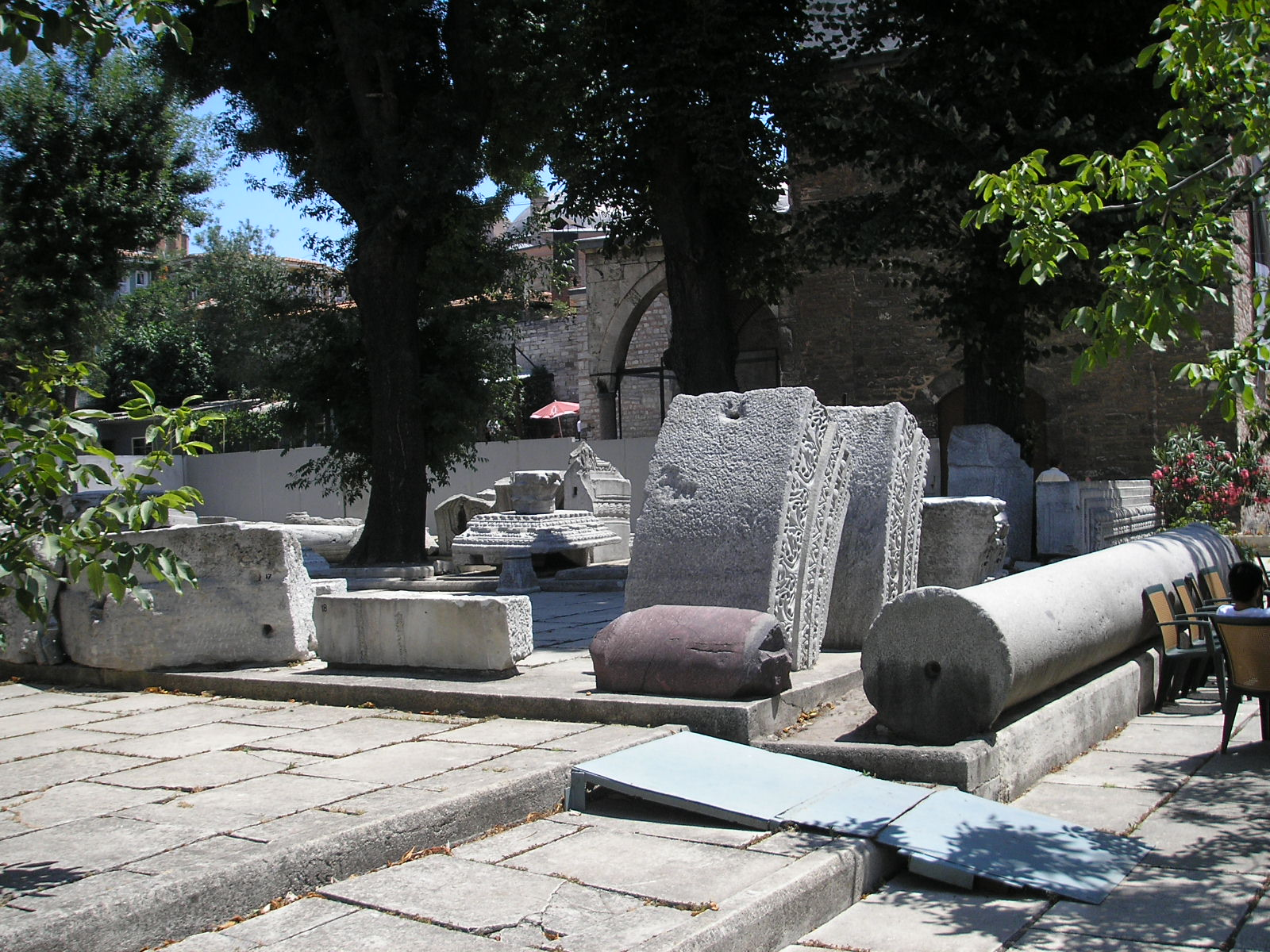
Blocs de marbre de la segona església

A principis del segle v, el patriarca de Constantinoble, Joan Crisòstom, famós pel seu fanatisme religiós, entrava en conflicte amb l'emperadriu Èlia Eudòxia, muller de l'emperador Arcadi i era enviat a l'exili el 20 de juny de 404. Llavors, el poble s'agità i durant els subsegüents aldarulls, la primera església fou cremada en gran part.
Una segona església fou ordenada construir per Teodosi II (408-450), que la inaugurava el 10 d'octubre de 415. Però aquest edifici dissenyat per l'arquitecte Rouginos tampoc no va durar gaire temps i, durant els avalots de la Nika, la segona església fou cremada completament entre el 13 i 14 gener de 532. Uns quants blocs de marbre d'aquesta segona església han sobreviscut i es mostren al jardí de l'actual església (la tercera). Estan en una rasa de 2 m de profunditat i es pot apreciar que antigament s'arribava sobre cinc escalons de marbre a un pòrtic que conduïa amb tres entrades al nàrtex. També es pot constatar que l'amplada d'aquesta església era de 60 m. Tanmateix, les excavacions no prosseguiren cap a l'est per evitar possibles danys a l'actual església i, per tant, és difícil determinar-ne la longitud.

### Tercera església

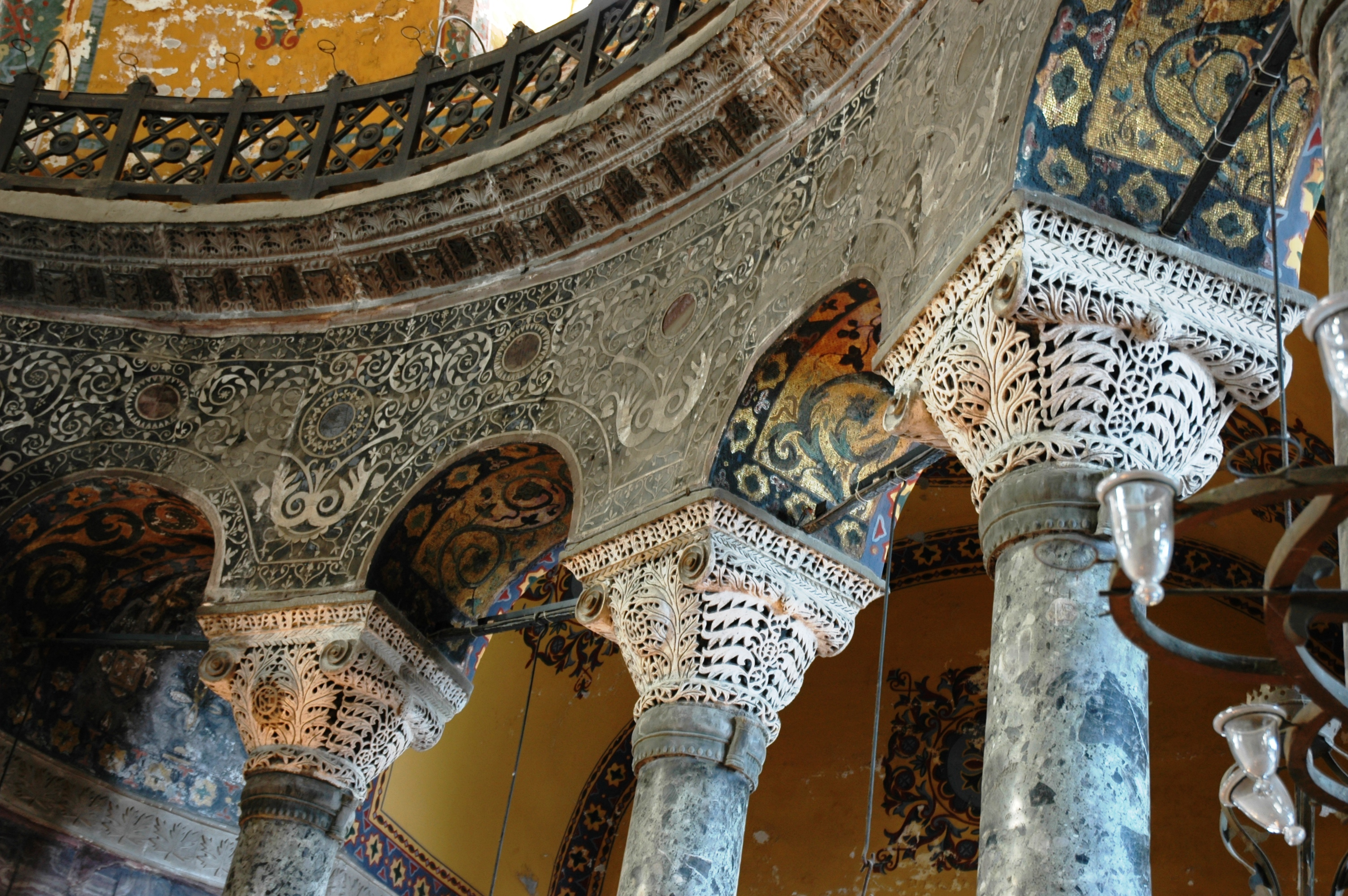
Detall del treball dels artistes al pis superior

El 23 de febrer de 532, només uns quants dies després de la destrucció de la segona basílica, l'emperador Justinià I prenia la decisió de construir una tercera basílica totalment diferent, més gran i més majestuosa que les seves predecessores. Justinià n'escollia el físic Isidor de Milet i el matemàtic Antemi de Tral·les com a arquitectes; Antemi, tanmateix, moria al cap d'un any. La construcció és descrita per l'historiador romà Procopi en De Aedificiis, en què comentava: 
| « | Sempre que s'acudeix a aquesta església a resar es comprèn immediatament que aquest treball s'ha realitzat no pel poder i l'habilitat humanes, sinó per la influència de Déu que flota en altures, pensant que Ell no pot estar lluny, sinó que ha d'estimar habitar en aquest lloc que Ell mateix ha escollit […] | » |

La basílica es construí amb material portat de pertot l'imperi, com columnes hel·lenístiques des del temple d'Àrtemis a Efes.

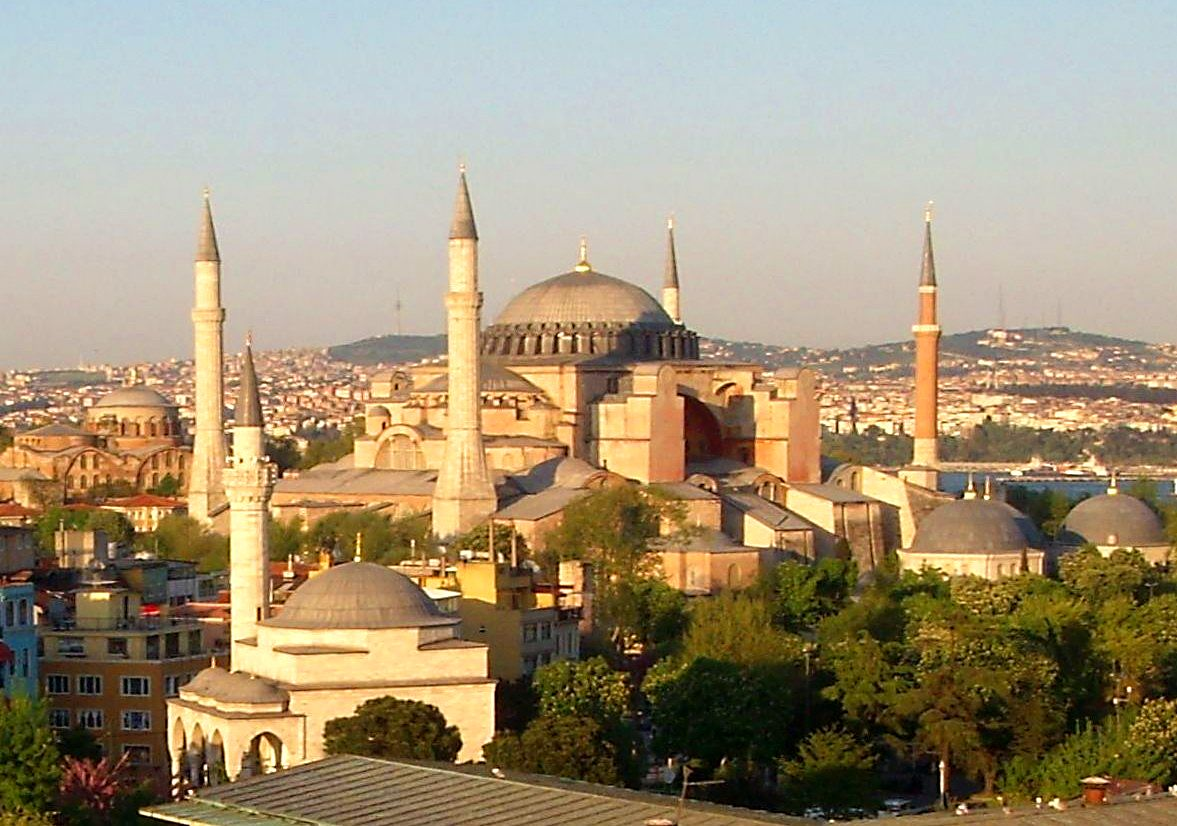
Vista general exterior. S'observen dos minarets més grans que els altres dos

Les pedres grans es portaren de llunyanes pedreres: pòrfir des d'Egipte, marbre verd des de Tessàlia, pedra negra des de la regió del Bòsfor i pedra groga des de Síria. Més de deu mil persones foren contractades durant la construcció. Fou reconeguda immediatament com una obra excepcional d'arquitectura, demostrant les idees creatives dels arquitectes, que pot ser que haguessin aprofitat les teories d'Heró d'Alexandria per a poder construir una cúpula d'aquestes dimensions sobre un espai obert tan gran. L'emperador, juntament amb el patriarca Eutychius, inaugurava la basílica nova el 27 de desembre de 537 amb molta pompa i circumstància. Els mosaics dins de l'església, tanmateix, no foren completats fins al regnat de l'emperador Justí II (565-578).

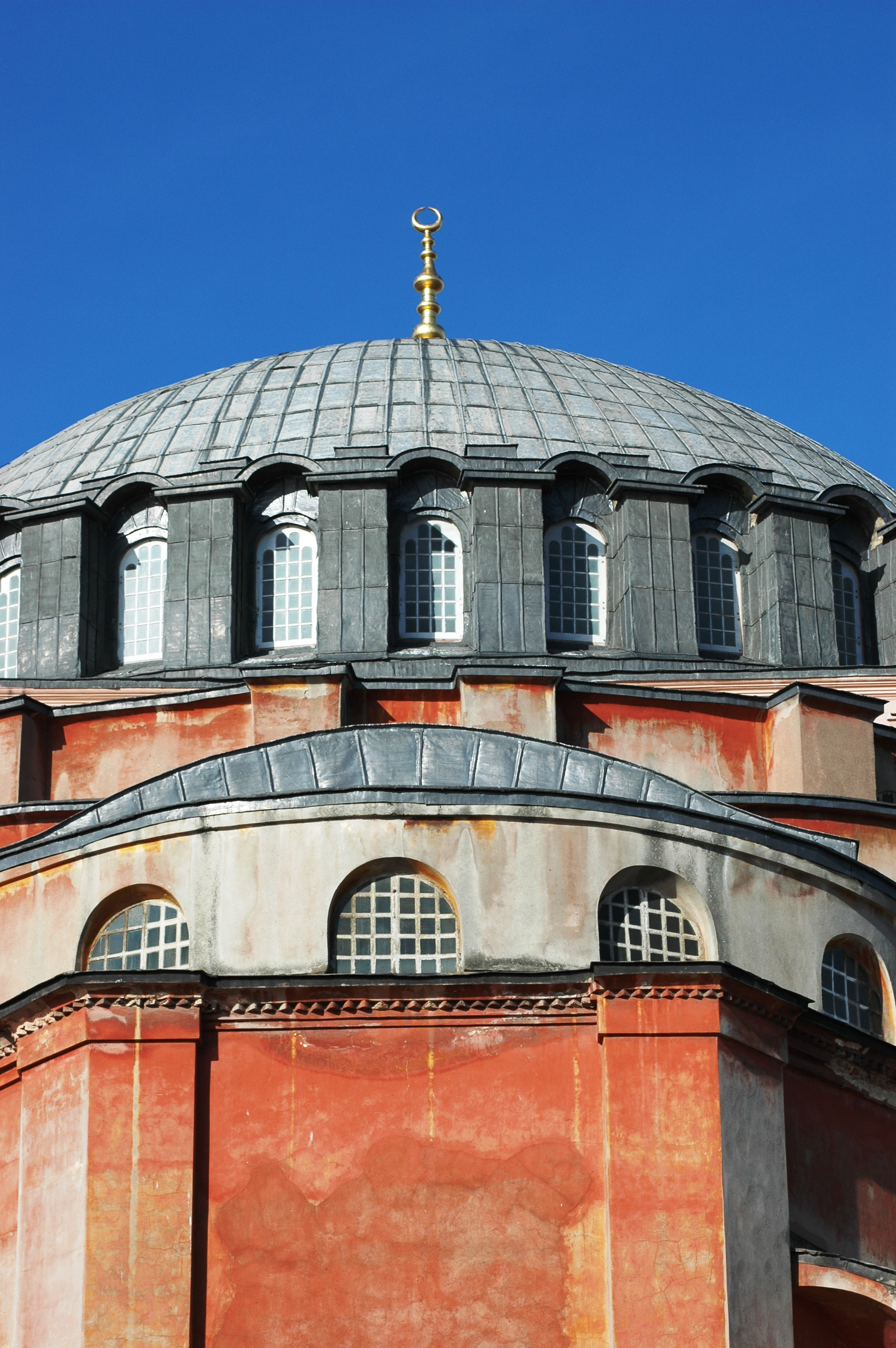
La cúpula

Els terratrèmols l'agost de 553 i 14 de desembre de 557 provocaren escletxes a les cúpules. La cúpula principal s'ensorrà completament durant un terratrèmol el 7 de maig de 558, destruint per l'impacte l'altar i el cimbori. L'emperador ordenà una restauració immediata. La confiava a Isidor el Jove, nebot d'Isidor de Milet. Aquesta vegada utilitzà materials més lleugers i elevà la cúpula 6,25 m, donant així la seva alçada interior actual de 55,6 m. Aquesta reconstrucció es completà el 562. El poeta romà d'Orient Pau el Silenciari va escriure un llarg poema èpic conegut com a Ecphrasis, per a la nova inauguració de la basílica, presidida pel patriarca Eutiqui de Constantinoble, el 23 de desembre de 562.
Santa Sofia era la seu del patriarca de Constantinoble i la principal escena de les cerimònies imperials romanes d'Orient, com les coronacions. La basílica també oferia asil als malfactors. Els visitants estrangers quedaven profundament impressionats.
El 726, l'emperador Lleó III Isàuric emetia una sèrie d'edictes contra la veneració d'imatges (iconoclàstia), ordenant a l'exèrcit la destrucció de totes les icones. En aquella època, totes les imatges religioses i estàtues es retiraren de Santa Sofia. Després d'un breu període de relaxament, l'emperadriu Irene d'Atenes (797-802) va tornar a endurir la iconoclàstia. L'emperador Teòfil (829-842) fou fortament influït per l'art islàmic, prohibint les imatges gravades. Tenia una porta de bronze amb els seus monogrames instal·lada a l'entrada del sud de l'església.

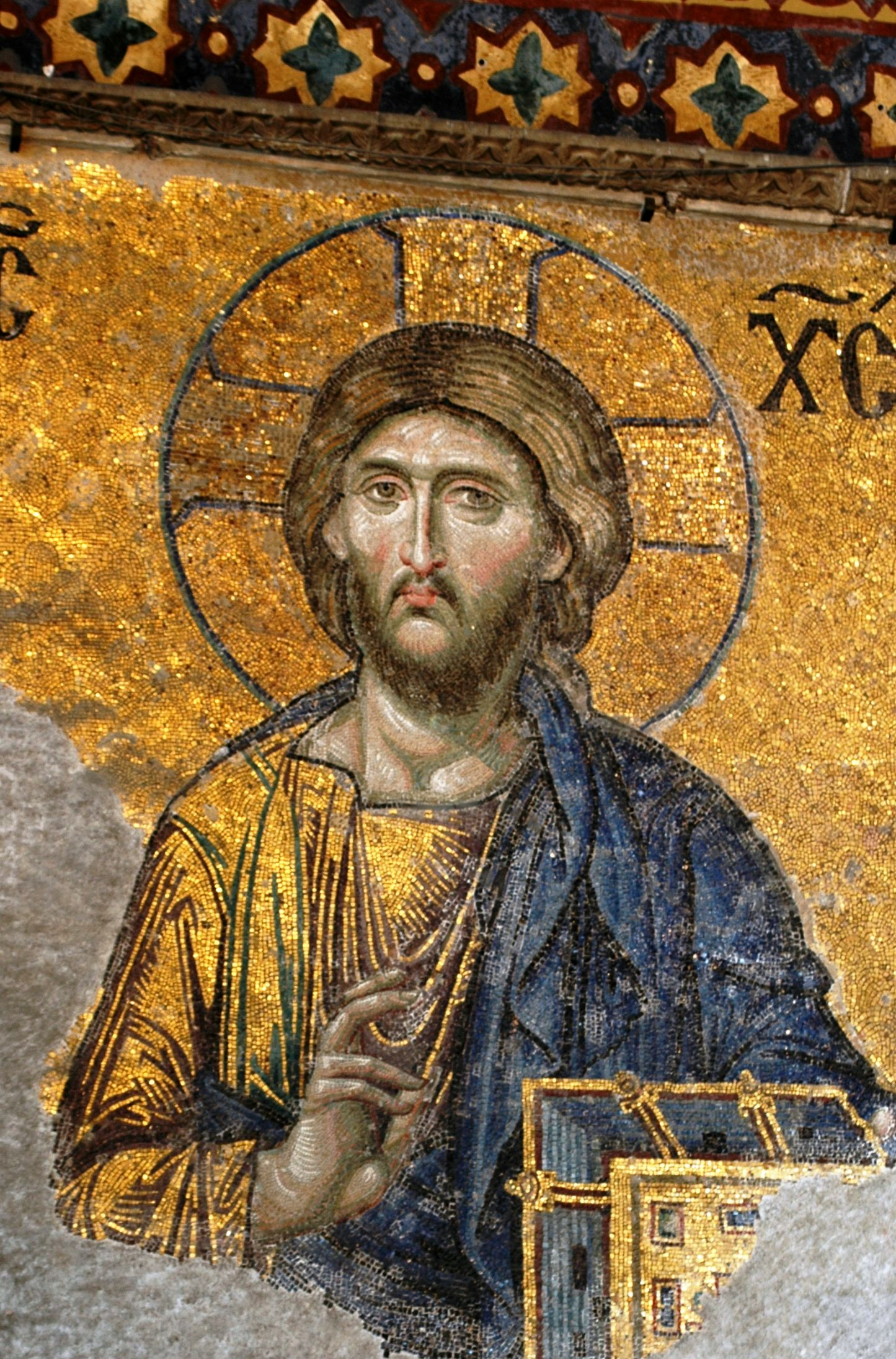
Mosaic del Crist pantocràtor

La basílica va patir més danys, primer per un gran foc el 859, i una altra vegada per un terratrèmol el 8 de gener de 869, que feia esfondrar una part de la cúpula. L'emperador Basili el Macedoni ordenà la seva reconstrucció.
Un altre gran terratrèmol de 25 d'octubre de 989 arruïnà la gran cúpula. L'emperador romà d'Orient Basili II aquesta vegada trià l'arquitecte armeni Trdat, creador de les grans esglésies d'Aní i Agine, per reparar-ne la cúpula. Les seves reparacions afectaven l'arc occidental i una porció de la cúpula. L'abast de la destrucció de l'església es palesa en els sis anys que va durar la reconstrucció. L'església es reobria el 13 de maig de 994.
Al seu llibre De Ceremoniis aulae Byzantinae (Llibre de cerimònies), l'emperador Constantí VII (913-919) va escriure sobre tots els detalls de les cerimònies celebrades a Santa Sofia per l'emperador i el patriarca.
Durant la Quarta Croada, Constantinoble fou capturada i l'església profanada. L'historiador grec romà d'Orient Nicetes Coniata va descriure la captura de Constantinoble. Moltes relíquies foren enviades a les esglésies d'Occident i es poden veure en diversos museus. Durant l'ocupació llatina de Constantinoble (1204-1261), l'església es convertiria en una catedral catòlica romana. Balduí I de Constantinoble era coronat emperador el 16 de maig de 1204 a Santa Sofia, en una cerimònia amb pràctiques romanes d'Orient. Enric Dandolo, el dux de Venècia que comandà la invasió de la ciutat per part dels croats, fou enterrat a l'església i se'n conserva encara la tomba.
Quan el 1261 els paleòlegs reconqueriren la ciutat, l'emperador Miquel VIII (1261-1282) encarregà a l'arquitecte i sacerdot Ruchas la renovació de l'església. El mur de contenció occidental fou edificat en aquells època. Amb Andrònic II, el 1317 es reforçaren amb murs de contenció piramidals els murs nord i sud que pel seu pes tendien a separar-se cap a fora.

### Mesquita
Quan Mehmet II ocupà Istanbul el 1453, l'església estava devastada. El soldà manà reformar-la i convertir-la en mesquita. A l'absis s'afegí un mihrab dirigit cap a la Meca. Sobre una de les cúpules més petites, s'hi construí un minaret de fusta. La construcció original i els mosaics de figures, que ornaven l'interior, no es varen tocar. No fou fins a Solimà el Magnífic (1520-1566) que es varen cobrir els mosaics per una capa d'argamassa. Sota el soldà Mehmet II s'aixecà un altre minaret addicional de totxo al sud-est i un nou mur de contenció a l'est de l'església. El minaret fi del nord-est fou afegit per Baiazet II. Els altres dos, amb una circumferència més gran, foren erigits per l'arquitecte Sinan en temps del soldà Selim II (1566-1574).

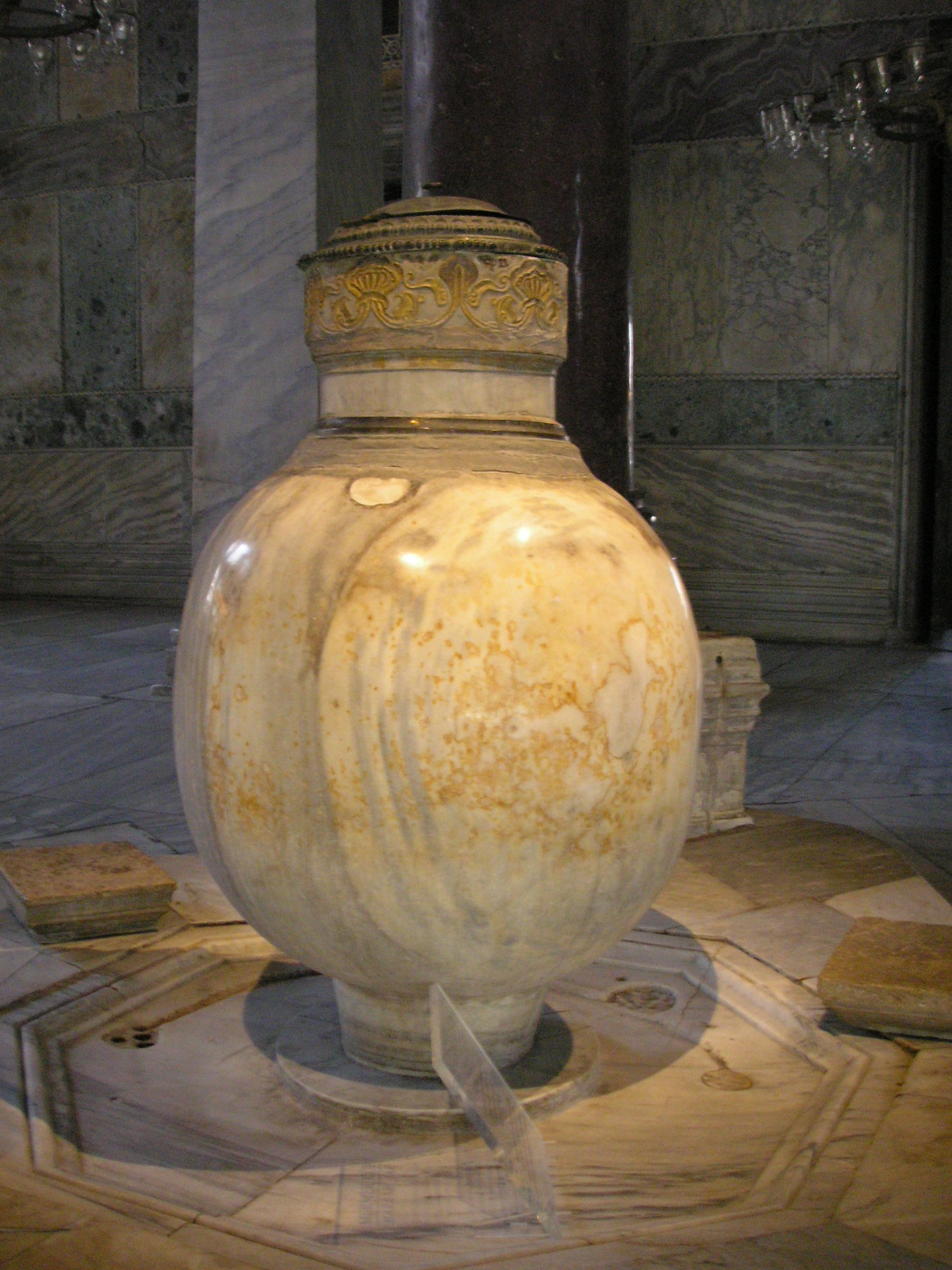
Gerra de marbre, provinent de Pèrgam

Els soldans otomans, que aspiraven a conservar la seva magnificència, la feren adornar amb obres d'art islàmic. Així, sota Murat II (1574-1595), Santa Sofia va rebre una llotja per al muetzí. La llotja destaca per la fina artesania. Dos vasos de marbre, que pertanyen al segle hel·lenístic, foren transportats de Pèrgam i col·locats a ambdós costats de l'entrada. Foren utilitzats com a lavatoris religiosos, per la qual cosa s'hi instal·laren aixetes d'aigua. Els dos candelers posats als costats del mihrab foren transportats de Buda a Istanbul, durant les campanyes a Hongria del soldà Solimà. El mínbar de marbre i el púlpit a l'esquerra sota la cúpula són del temps de Murat IV (1623-1640).
Al costat sud de l'església hi ha una biblioteca amb 26.750 llibres.

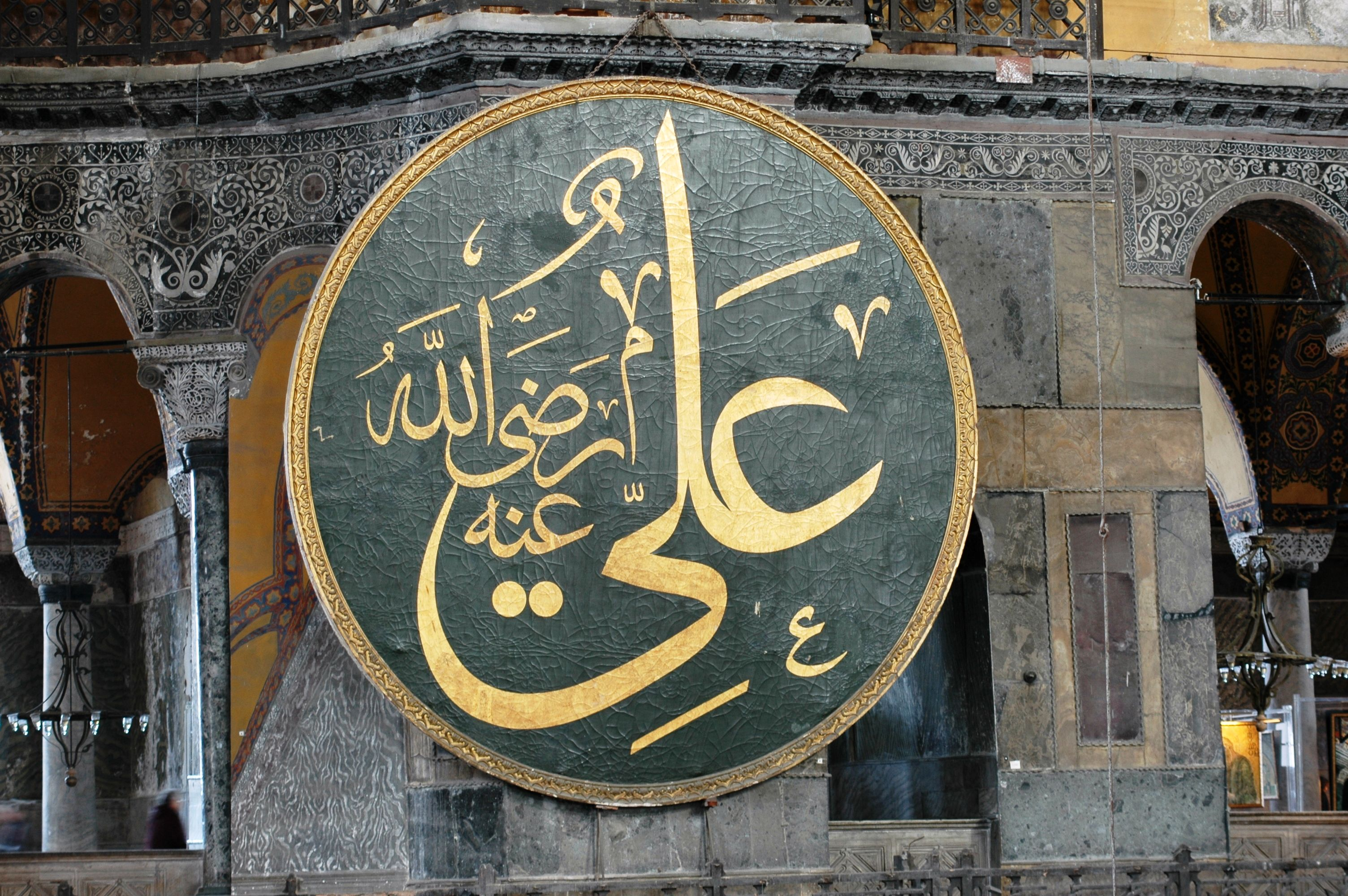
Un dels medallons de l'interior amb un diàmetre de 7,5 m, pintats pel cal·lígraf Izzet Efendi

L'església està decorada amb rajoles d'Iznik. Uns dels més bells exemplars de l'arquitectura turca representa el pou de neteja a l'avantpati. Sota Mahmut I afegiren una escola d'homes i una sala de treball per a determinar els temps d'oració. Al racó oriental del jardí hi ha quatre mausoleus de soldans otomans. Aquí es pot apreciar també un baptisteri antic, que després fou transformat en mausoleu.
Les renovacions més extenses durant l'Imperi Otomà foren efectuades amb Abdülmecit (1823-1861). Sota la direcció de l'arquitecte suís Gaspar Fossatti, es va fer estabilitzar la cúpula amb volanderes de ferro dobles. Es renovaren els taulers de plom i es van redreçar les columnes tortes. Els mosaics destruïts foren arreglats, representacions de la creu i figures van ser arrebossades. També la forma contemporània de la llotja del soldà és deguda a Fossatti. D'aquesta època, també procedeixen les plaques d'origen àrab penjades de les parets. Les plaques tenen un diàmetre de 7,5 m i foren pintades pel cal·lígraf Izzet Efendi. El vers de l'Alcorà que adorna l'interior de la cúpula gran també és obra del mateix cal·lígraf.
El 24 d'octubre de 1934 l'església de Santa Sofia fou convertida en un museu per ordre d'Atatürk. Al cap de 86 anys, el 10 de juliol de 2020, el president Recep Tayyip Erdoğan va signar el decret per reconvertir-la de nou en mesquita després d'aconseguir que el principal tribunal administratiu turc anul·lés el decret de 1934.

## Arquitectura

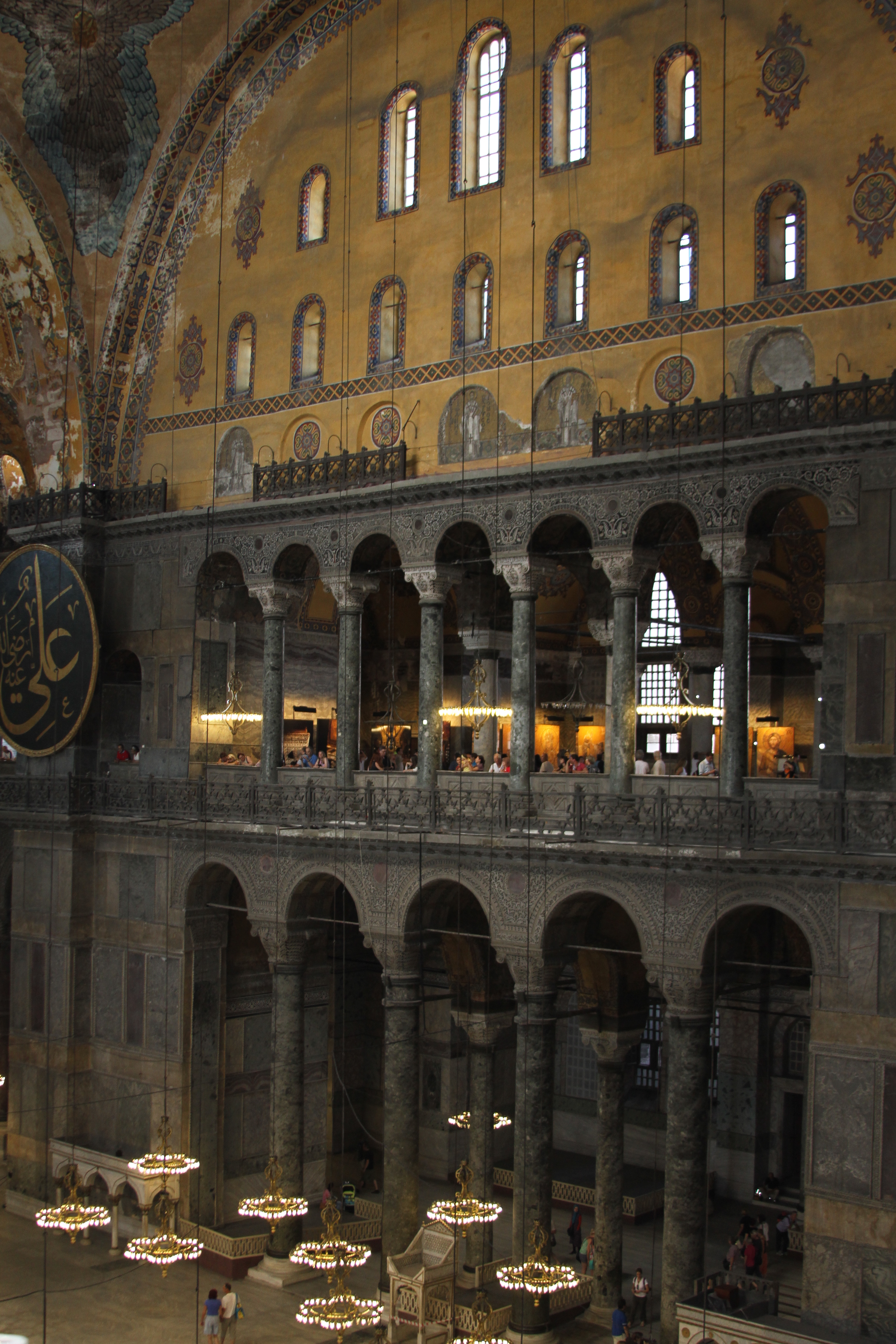
Interior de Santa Sofia

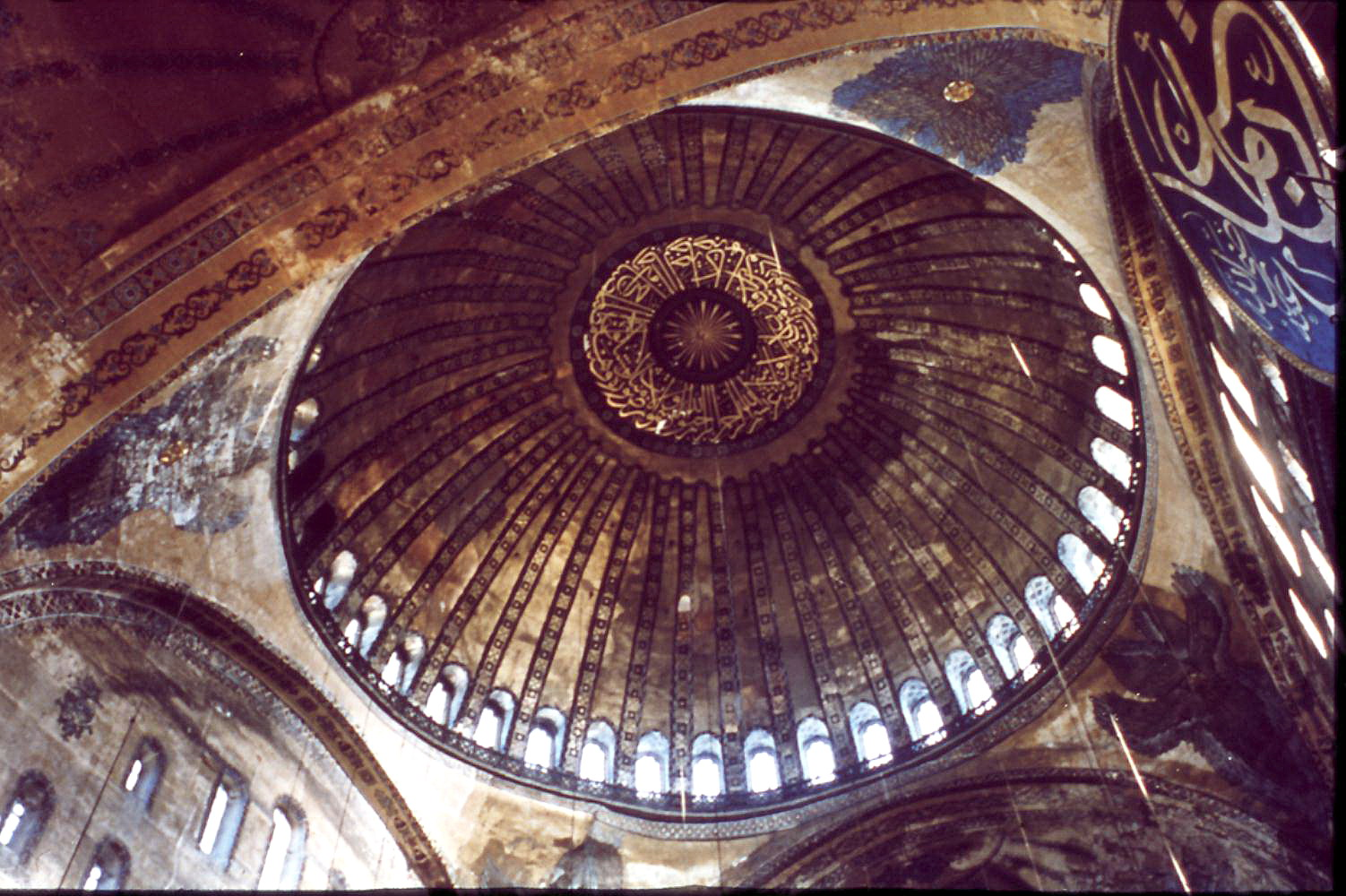
Interior de la cúpula de Santa Sofia

Santa Sofia és un dels majors exemples de l'arquitectura romana d'Orient. La seva decoració interior, els seus mosaics, les seves columnes de pòrfir i la seva coberta en forma de cúpula són d'un immens valor artístic. Justinià I va supervisar personalment l'acabament de la basílica, la més gran mai construïda en aquell moment, i que havia de continuar sent la major església del món fins a l'acabament de la catedral de Sevilla. En paraules d'Agàties, el dissenyador Artemi de Tralles, que era matemàtic, i Isidor de Milet, arquitecte, van tractar d'«aplicar la geometria a la matèria sòlida». Justinià I, segons el seu cronista oficial Procopi de Cesària, en veure Santa Sofia acabada, va exclamar: «Salomó, t'he superat».
La basílica és a la vegada el punt culminant de les realitzacions arquitecturals de l'antiguitat tardana i la primera obra mestra de l'arquitectura romana d'Orient. La seva influència s'ha exercit profundament i de manera durable, sobre l'arquitectura ortodoxa oriental, tant sobre les de l'Església catòlica com les del món musulmà.
Les columnes més altes atenyen 20 metres, i un diàmetre d'almenys 1,50 m. Són constituïdes amb diferents granits, marbres, pòrfirs, i es pot calcular que les més importants pesen almenys 70 tones. Vuit d'aquestes, d'ordre corinti, han estat transportades des dels temples de Baalbek.
L'estructura interna és complexa. La nau principal és coberta d'una cúpula central d'un diàmetre màxim de 31,25 m, un quart més petit aproximadament que la cúpula del panteó de Roma, i d'una alçada màxima de 55,60 m sobre el terra. Totes les superfícies interiors són plaquejades de marbres policroms, amb pòrfirs vermells i verds i mosaics d'or que cobreixen l'estructura de morter i de maó. Els gruixuts pilars centrals es troben així camuflats i el seu aspecte considerablement alleugerit.
A l'exterior, el revestiment extern groc i vermell ha estat afegit per l'arquitecte Fossati en el transcurs de la restauració de la basílica, al segle xix.

### Cúpula
La cúpula sembla no descansar sobre cap suport sòlid i flotar en ingravidesa sobre la seva galeria d'arcades ininterrompudes de 40 finestres que contribueixen àmpliament a inundar de llum l'interior policrom de la basílica. Les reparacions successives en el transcurs de la història han fet perdre a la cúpula la base circular perfecta i avui apareix una mica el·líptica i irregular, d'un diàmetre variant de 31,24 m a 30,86 m i alçada de 55,6 m.
La cúpula s'assenta sobre quatre petxines triangulars còncaves, solució ja aplicada pels arquitectes romans en construccions d'amplitud menor, clàssica en les construccions romanes d'Orient i posteriors. En el cas de Santa Sofia, les petxines reparteixen la força exercida per la cúpula en quatre pilars massius preparats per als quatre angles i apuntalats per mitges cúpules a l'est (absis) i a l'oest (entrada de l'edifici).

### Llotja

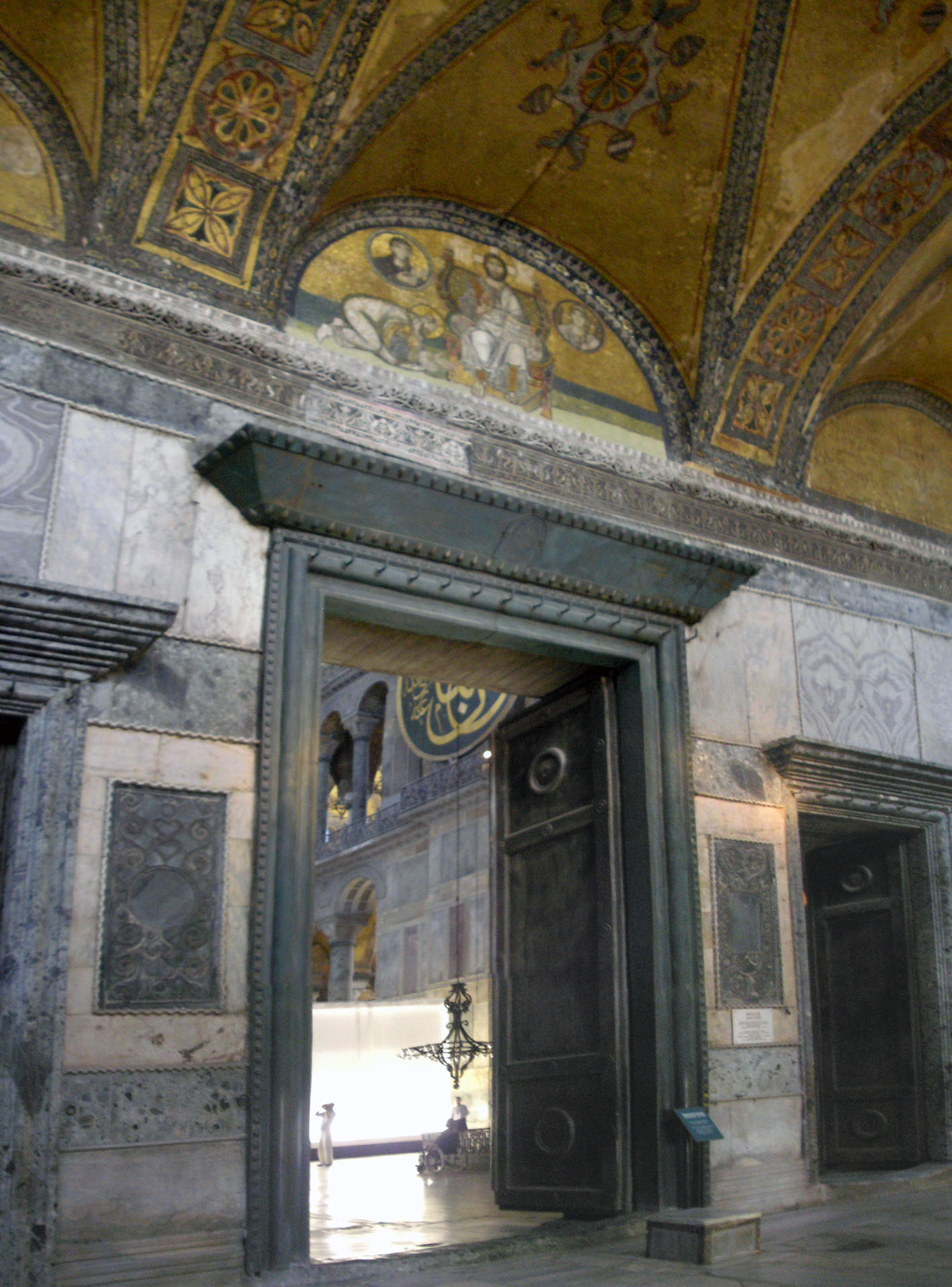
Porta Imperial

Reservada a l'emperador, la Porta Imperial era la porta principal d'entrada de la basílica, entre l'exonàrtex i l'esonàrtex. La seva part superior és adornada d'un mosaic romà d'Orient que representa Crist i l'emperador Lleó VI el Filòsof.
Una llarga rampa, a partir de la part nord del nàrtex exterior, porta a la galeria superior, tradicionalment reservada a l'emperadriu i a la seva cort, que presenta una forma de ferradura que envolta la nau fins a l'absis. Els mosaics més ben conservats són situats a la part sud de la galeria.
La llotja de l'emperadriu se situa al centre de la galeria superior. D'allà, l'emperadriu i les senyores de la cort dominaven les cerimònies. Una pedra verda marca l'emplaçament del tron de l'emperadriu. Una porta de marbre situada al sud de la galeria superior era utilitzada pels membres del sínode.

### Mosaics
En el transcurs dels segles, l'església va ser decorada amb rics mosaics, amb figures de la Verge Maria, Jesús, sants, emperadors i emperadrius, o també de motius geomètrics en un estil purament decoratiu.
El 1204, en el moment de la Quarta Croada, els croats llatins varen saquejar els objectes de valor de tots els grans edificis romans d'Orient de la ciutat, incloent-hi l'or dels mosaics de Santa Sofia. Molts d'aquests objectes van ser enviats a Venècia pel dux Enric Dandolo, que havia organitzat la invasió i el pillatge de Constantinoble.
De resultes de la conversió de l'edifici en mesquita, el 1453, un bon nombre dels mosaics van ser recoberts de guix, basant-se en la prohibició en l'islam de representar escenes figuratives. Aquest procés no va ser acomplert d'una sola vegada, ja que existeixen relats del segle xvii en els quals els viatgers declaren haver vist imatges cristianes a l'antiga basílica.
Entre 1847 i 1849, l'edifici va ser restaurat per dos germans suïssos, Gaspare i Giuseppe Fossati, que van obtenir del soldà Abdülmecit el permís de netejar tots els mosaics que s'anaven descobrint en el transcurs dels treballs. Tanmateix, no se'n va preveure la restauració i, fins i tot, els Fossati deurien emmascarar amb pintura certes figures que acabaven de descobrir. Aquest és el cas de les cares de dos mosaics de serafins descoberts en el transcurs dels treballs sobre les petxines, en el centre de l'edifici. Les dues altres figures de serafins simètrics de les petxines no foren trobades pels Fossati, que els recrearen completament. En altres casos, els Fossati s'esforçaren a omplir amb pintura les parts de mosaics malmesos, fins al punt de redibuixar-los de vegades completament.
L'arxiu dels Fossati són de vegades les úniques fonts de mosaics avui desaparegudes, de manera versemblant destruïdes per un violent terratrèmol, el 1894. Entre aquestes, figurava un gran mosaic del Crist pantocràtor sobre la cúpula, un mosaic sobre la «porta dels Pobres» no identificada, una gran imatge d'una creu incrustada de pedres precioses i un gran nombre d'imatges d'àngels, de sants, de patriarques, i de pares de l'Església. La majoria de les imatges que s'han perdut es trobaven sobre els dos timpans. Els Fossati van afegir un mínbar, així com els quatre grans medallons sobre els murs de la nau, portant els noms de Mahoma i dels primers califes de l'islam.

#### Mosaics de la porta imperial

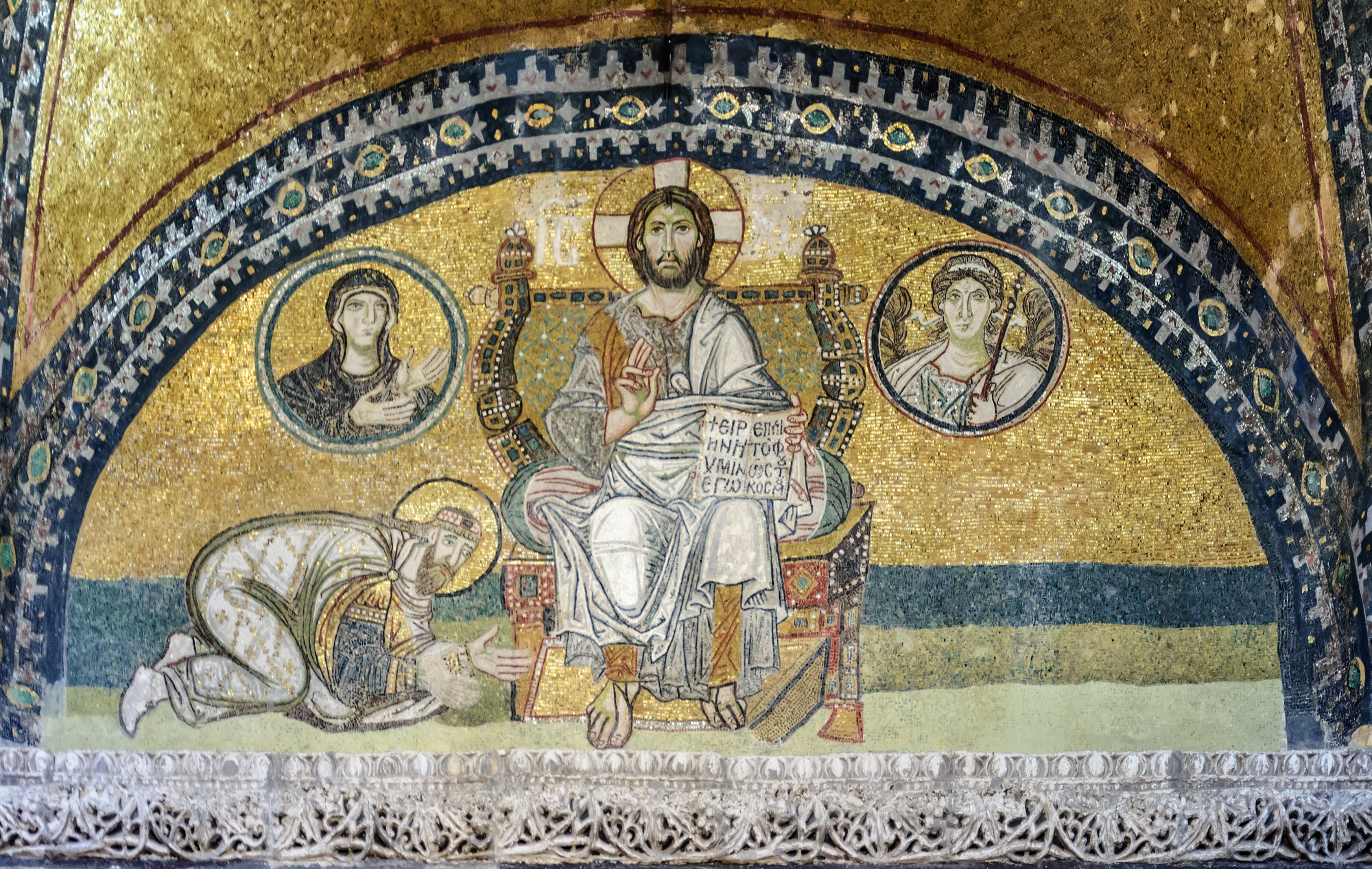
Mosaic de la porta imperial

Els mosaics de la porta imperial adornen el timpà que supera la porta reservada a l'emperador. Segons el seu estil, se'ls pot datar de la fi del segle ix o del començament del x. L'emperador és representat amb una aurèola i podria ser Lleó VI el Filòsof o el seu fill Constantí VII. S'inclina davant el Crist pantocràtor, assegut sobre un tron incrustat de pedres precioses i donant la seva benedicció, la mà esquerra sobre un llibre obert. Es pot llegir sobre el llibre: «EIPHNH YMIN. EΓΩ EIMI TO ΦΩC TOY KOCMOY», 'La pau sigui amb vosaltres. Soc la llum del món' (Joan 20:19; 20:26; 8:12). En els dos medallons, en cada costat de les espatlles del Crist, figuren, a la seva esquerra, l'arcàngel Gabriel, fundador de l'església, sostenint una gaiata, i a la seva dreta, la seva mare, Maria. Aquest mosaic expressa el poder intemporal conferit per Crist als emperadors romans d'Orient.

#### Mosaics de l'entrada sud-oest

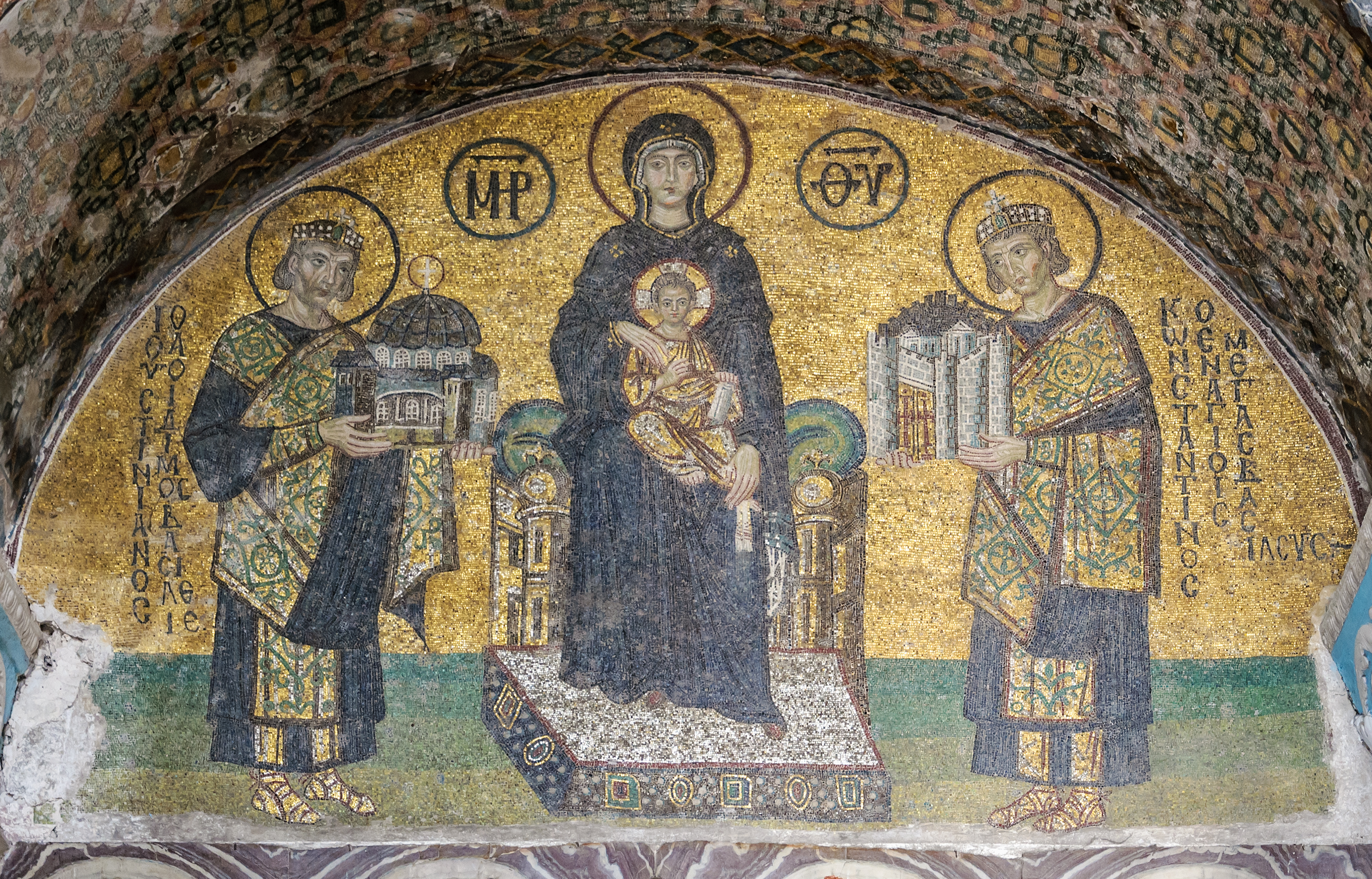
La Verge i el nen, envoltats de Justinià i Constantí

Els mosaics del timpà de l'entrada sud-oest daten de 944. Van ser descoberts en el moment de les restauracions de Fossati, el 1849. La Verge és asseguda sobre un tron decorat amb pedres precioses. El nen Jesús és assegut sobre els seus genolls, donant la benedicció i mantenint un rotlle a la mà esquerra. Sobre la seva esquerra s'aguanta l'emperador Constantí, vestit de cerimònia, presentant a Maria un model de la ciutat. La inscripció al seu costat diu: «KΩNCTANTINOC O EN AΓIOIC MEΓAC BACIΛEYC», 'Constantí, el gran basileu entre els sants'. Al seu costat dret, hi ha l'emperador Justinià, oferint un model de Santa Sofia, amb la inscripció: «IOYCTINIANOC O AOIΔIMOC BACIΛEYC», 'Justinià, el basileu digne de ser cantat'. Els medallons, als dos costats del cap de la Verge, porten els monogrames «MP» i «ΘY», abreviatura de «MHTHP ΘEOY», 'Mare de Déu'.

#### Mosaics de l'absis

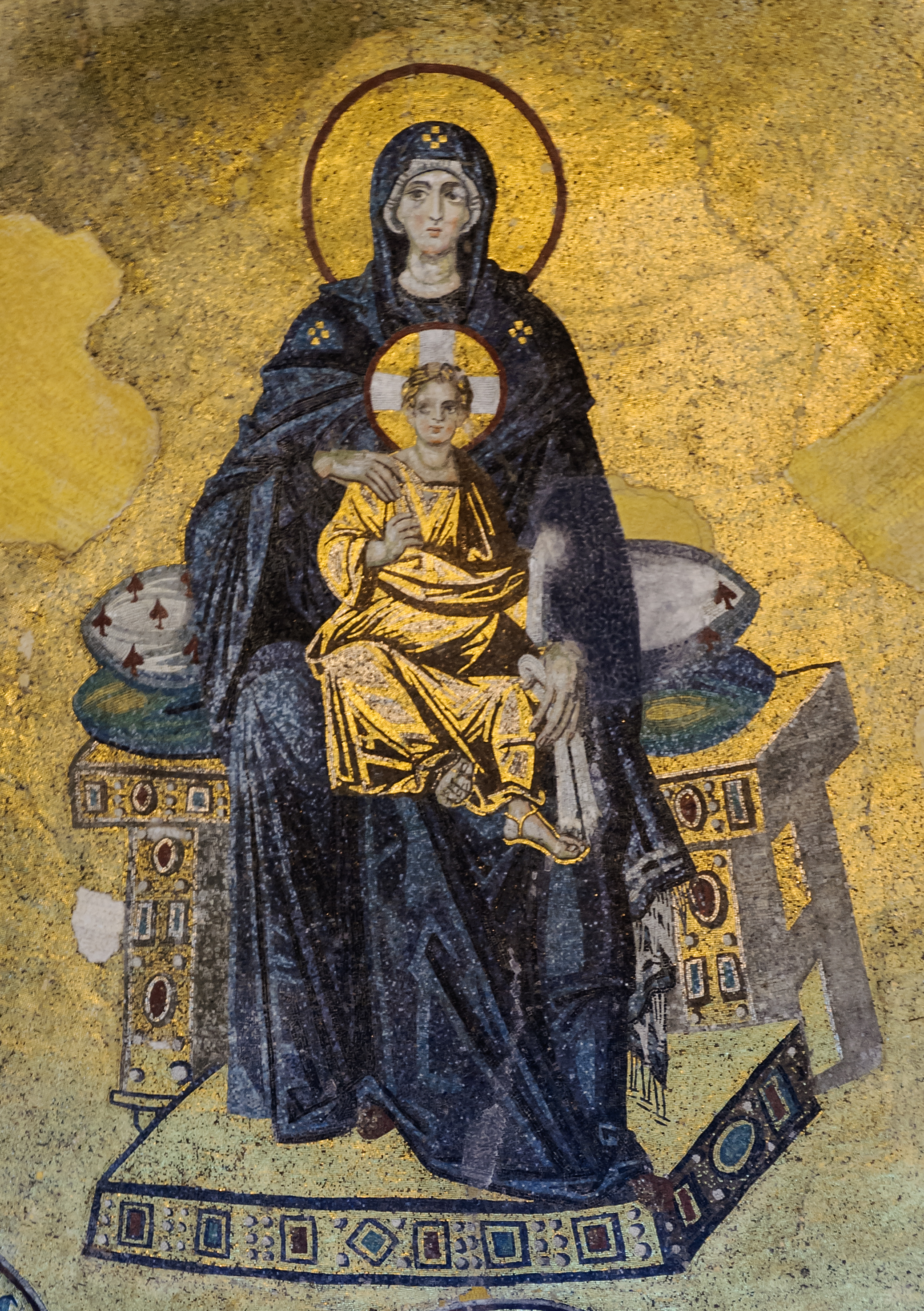
Mosaic de l'absis: la Théotokos (la Verge i el nen Jesús)

El mosaic de la Theotokos (Mare de Déu) és el primer mosaic del període posticonoclasta. Fou inaugurat el 29 de març de 867 pel patriarca Foci i els emperadors Miquel III i Basili el Macedoni. Aquest mosaic és situat molt alt, en la mitja cúpula de l'absis. Maria és asseguda sobre un tron, tenint el nen Jesús sobre els genolls. Els seus peus descansen sobre un pedestal. Tant el sòcol com el tron són adornats amb pedres precioses. Aquests mosaics són considerats com una reconstrucció dels mosaics del segle vi que van ser destruïts en el transcurs del període iconoclasta. Les figures dels mosaics estan disposades sobre un fons d'or original del segle vi. Els retrats dels arcàngels Gabriel i Miquel (en gran part destruïts), sobre el bema de l'arc, daten igualment del segle ix.

#### Mosaic de l'emperador Alexandre

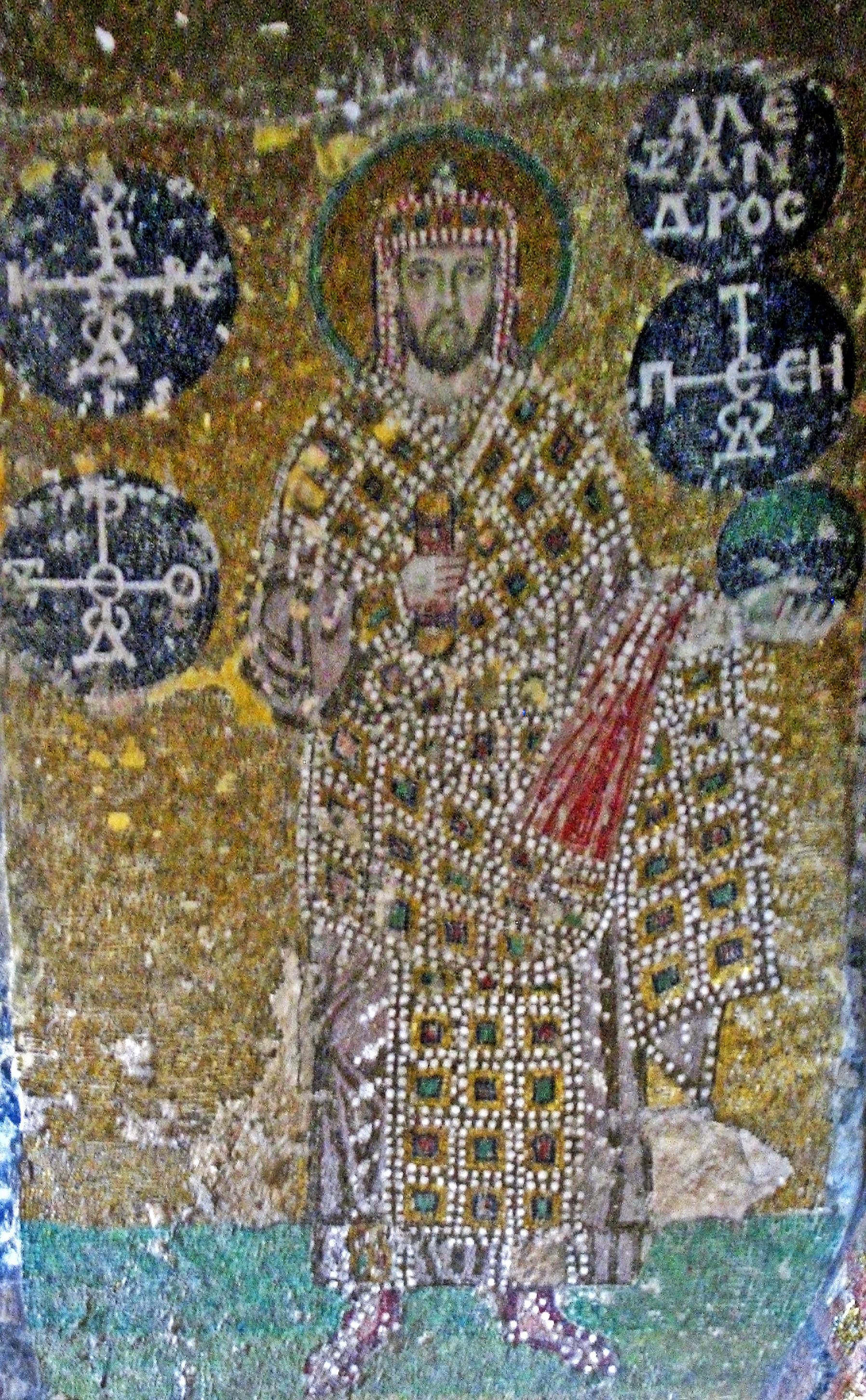
Mosaic d'Alexandre

El mosaic de l'emperador Alexandre és bastant difícil de trobar, amagat en una cantonada molt fosca del sostre del segon pis. Representa l'emperador Alexandre, amb el seu abric imperial, mantenint un rotlle a la mà dreta i un globus imperial a l'esquerra. Un dibuix de Fossati ensenya que el mosaic ha sobreviscut fins a 1849, i es pensava que havia estat destruït en el terratrèmol de 1894. Va ser descobert el 1958, sota una senzilla capa de pintura.

#### Mosaic de l'emperadriu Zoè

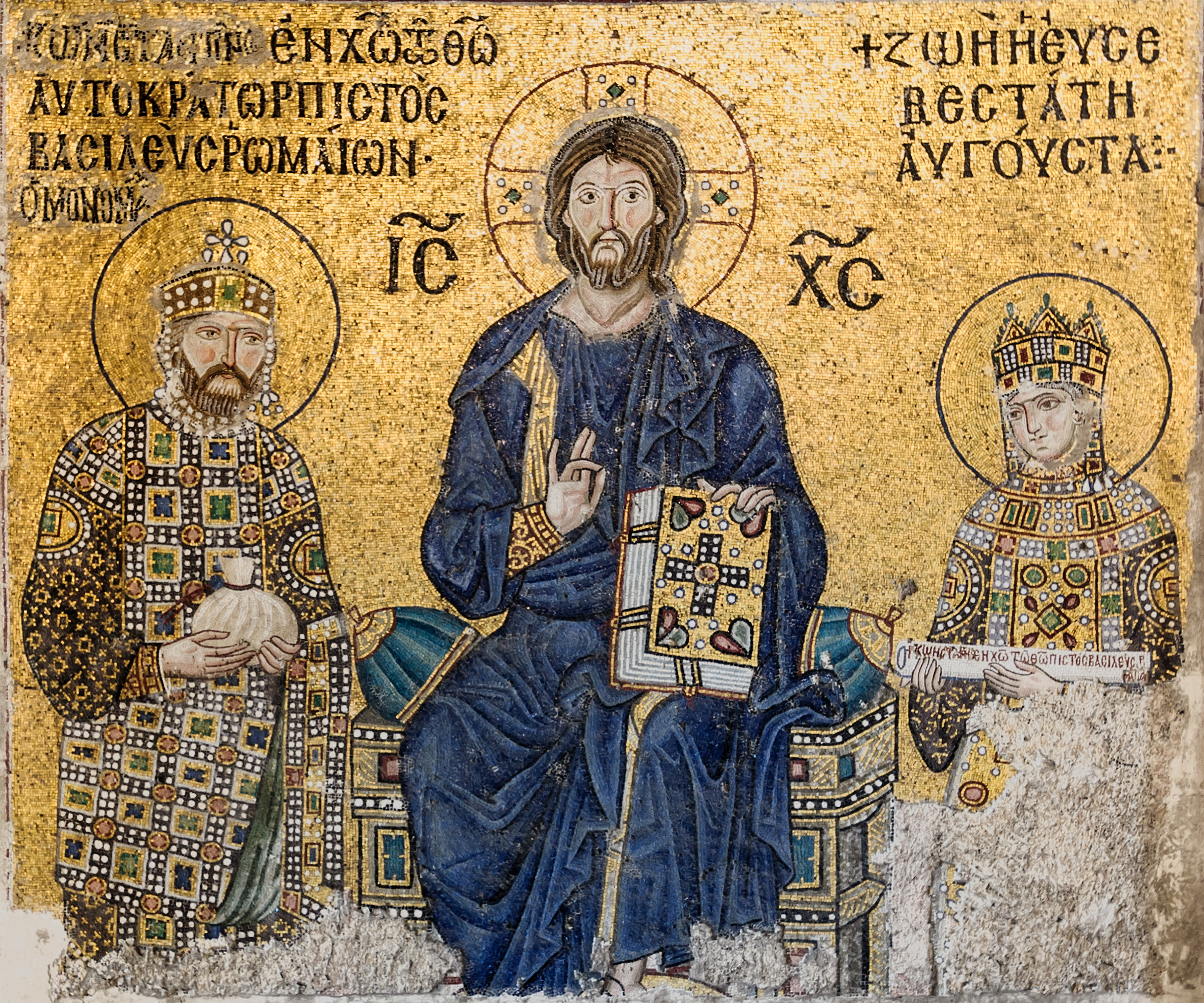
Mosaic de l'emperadriu Zoè

Aquest mosaic de la galeria sud data del segle xi. El Crist pantocràtor, vestit de blau fosc (com és l'ús en l'art romà d'Orient), és assegut al mig, sobre fons d'or, donant la benedicció amb la mà dreta i sostenint la Bíblia amb l'esquerra. En cada costat de la seva cara s'hi disposen els monogrames «IC» i «XC», és a dir, «IHCOYC XPICTOC» (Iēsous Khristos). És flanquejat per Constantí IX i la seva esposa l'emperadriu Zoè Porfirogènita, tots dos en vestits de cerimònia. L'emperador presenta un moneder que recorda la donació que ha fet a l'església, mentre que Zoè té un llibre, símbol de la seva pròpia donació. La inscripció del costat de l'emperador diu: «KΩNCTANTINOC EN X(PICT)Ω TΩ Θ(Ε)Ω AYTOKPATΩP ΠICTOC BACIΛEYC PΩMAIΩN O MONOMAXOC», 'Constantí, pietós moderador en el Crist Déu, emperador dels romans, Monòmac'. La inscripció de l'emperadriu es llegeix com segueix: «ZΩH H EYCEBECTATH AYΓOYCTA», 'Zoè, pietosíssima Augusta'. La cara i el nom de l'emperador no són els d'origen. És possible que el mosaic hagi representat en principi el primer marit de Zoè, Romà III, o el seu fill adoptiu, Miquel IV.

#### Mosaic dels Comnens

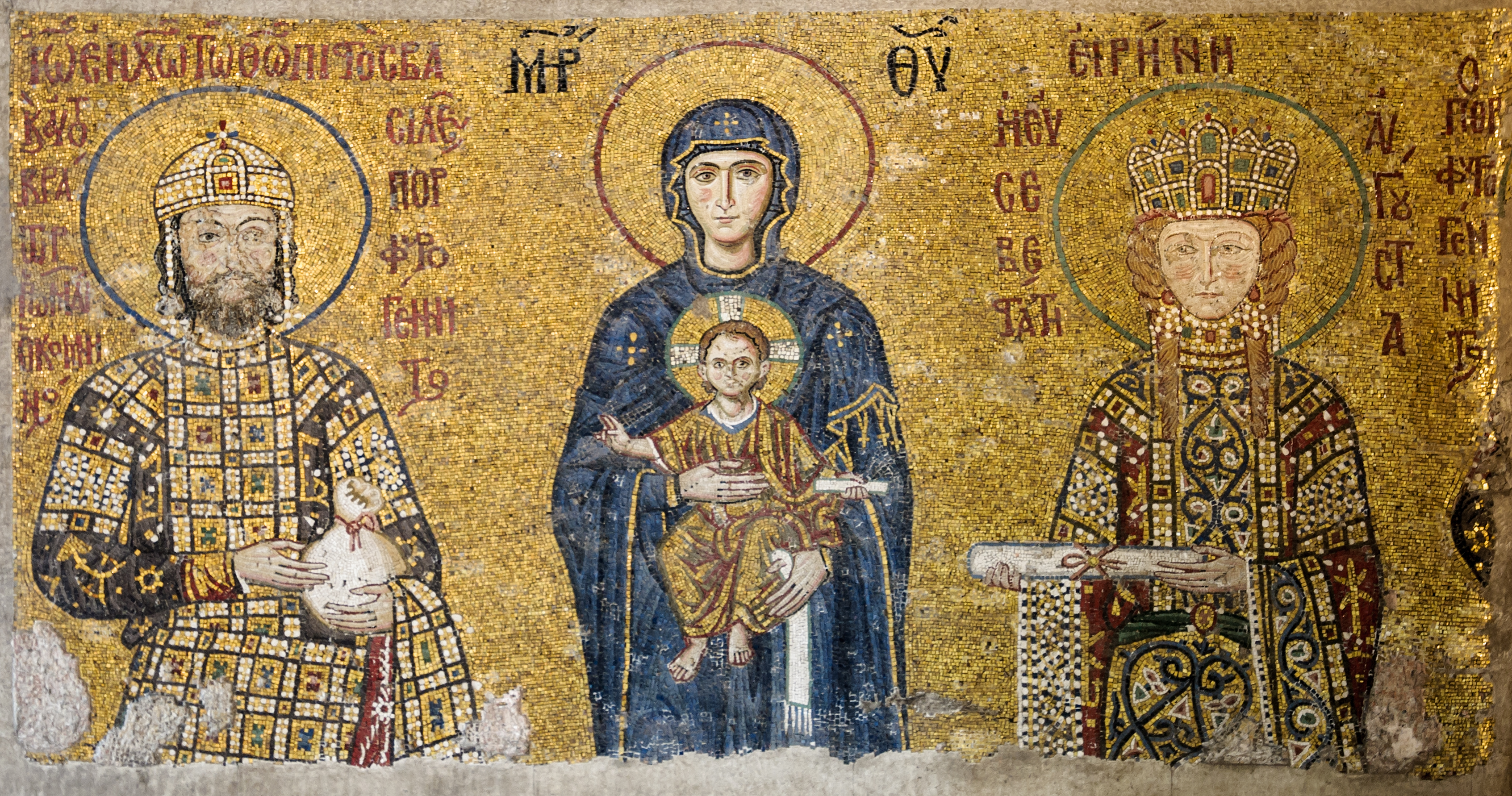
Mosaic de Joan II Comnè i la seva esposa, Irene

El mosaic dels Comnens és sobre el mur oriental del costat sud de la galeria. Ha estat executat després de 1122. La Verge Maria és dempeus al mig, amb el vestit blau fosc habitual en l'art romà d'Orient. Té sobre els genolls el Crist nen, que dona la benedicció amb la mà dreta tot mantenint un rotlle a la mà esquerra. Sobre el seu costat dret, l'emperador Joan II Comnè és representat en un vestit adornat amb pedreries. Té a la mà un moneder, símbol d'una donació imperial a l'església. L'emperadriu Irene és al costat esquerre de la Verge, amb roba de cerimònia, que presenta un document. El seu fill gran Aleix Comnè és representat sobre una pilastra del costat. Els seus trets tristos són el reflex de la seva mort, el mateix any, de la tuberculosi. Es pot comparar aquest grup amb el mosaic de l'emperadriu Zoè, que és d'un segle anterior, i veure l'evolució: l'expressió dels retrats és ara més realista, en altres paraules, menys idealitzada. L'emperadriu té cabells rossos trenats, galtes roses i ulls grisos, propis dels seus orígens hongaresos. L'emperador és representat en la dignitat.